# Външна политика на Княжество България (1887 – 1894)
Външната политика на Княжество България през 1887–1894 година преследва утвърждаване на националния суверенитет чрез международно признаване на княз Фердинанд, ликвидиране на османските претенции над Южна България, преодоляване на търговските ограничения на Берлинския договор, консолидиране и приобщаване на българската народност в Македония.
Начело на министерството на външните работи през този период са Георги Странски (до 1890) и Димитър Греков, но фактически ръководител на дипломацията е министър-председателят Стефан Стамболов.
Вследствие от разрива на отношенията с Русия от 1886 и засилващите се претенции на Сърбия и Гърция към Македония, при управлението на Стамболов българската дипломация се ориентира към сближение с Османската империя срещу тези три държави, издействайки от султана поставяне на български владици в македонските епархии и автономия на тамошните екзархийски училища. Усилията за по-широки реформи в Европейска Турция обаче са безуспешни, а княз Фердинанд е официално признат от Великите сили едва през 1896, след падането на Стамболов от власт.

## Отношения с Русия и останалите Велики сили
Възцаряването на Фердинанд води до вътрешнополитическата стабилизация, но не премахва опасността от международна изолация на България. Русия възприема българския княз като узурпатор и веднага след клетвата на Фердинанд пред Великото народно събрание през август 1887 налага на сюзерена на Княжеството – Османската империя, да обяви избора му за незаконен. Руската позиция е поддържана от Франция и Германия. Останалите гаранти на Берлинския договор – Англия, Австро-Унгария и Италия, също не признават Фердинанд, но поддържат Стамболов и парират инициативата на Петербург за прогонване на княза и назначаване на руския генерал Казимир Ернрот за регент. Опитите на българския министър-председател да накара поне част от Великите сили да признаят Фердинанд приключват с една безуспешна акция за обявяване на независимост на княжеството през февруари 1890, а тайните преговори с руското правителство за замяната на княза с общоприемлив кандидат пропадат. Стамболов предлага сам идеята през февруари 1888, но Азиатският департамент на руското външно министерство отказва да поеме писмен ангажимент за финансова и политическа подкрепа. Неофициалните мисии в София на княз Александър Долгоруков (септември 1889) и дипломата в оставка Сергей Татишчев (август 1890), чрез когото Русия иска контрол над българската армия и бургаското пристанище, са също безрезултатни. Стамболов се свързва отново с руското правителство малко след неуспешното покушение върху живота му от март 1891. Условието, което българският министър-председател поставя, е подкрепа от Русия по Македонския въпрос, но инициативата се тълкува и като опит на Стамболов да подсигури властта си срещу засилващия се авторитет на княз Фердинанд в България. Руският външен министър Николай Гирс, който след абдикацията на крал Милан Обренович през 1889 насочва усилията си към приобщаване на Сърбия, не откликва на предложението.

## Външни заеми
Враждебността на Стамболов към Русия е насърчавана от Великобритания и Австро-Унгария, включително и чрез серия от парични заеми между 1888 и 1892. Заемите обвързват дълготрайно българското правителство с Лондон и Виена, но му позволяват да обслужва задълженията си по Берлинския договор, да засили армията си и да се издължи за строежа на железопътната връзка на София с Централна Европа. Първият е сключен в Лондон през октомври 1888 за близо 47 милиона лева и е използван за откупуването на железницата Русе – Варна от английските ѝ собственици. През 1889 и 1892 са взети, съответно, 30 милиона и 142 милиона лева от австрийската Лендербанк. С голяма част от тях се финансират жп отсечката Цариброд – София – Вакарел и доставките на австрийско оръжие.

## Железопътен въпрос
След Съединението на Княжество България с Източна Румелия (6 септември 1885) Османската империя продължава да третира областта между Родопите и Стара планина като своя провинция, опирайки се на условията Топханенския акт от 1886. През февруари 1888 правителството на султана предоставя новопостроената отсечка от Вакарел до Белово (част от линията Виена – Цариград) на дружеството на Ж. Виталис, без да се допита до София. Това нарушава не само българския суверенитет, но и решението на българския парламент за държавна собственост на железниците в Княжеството. Още през юли същата година правителството на Стамболов завзема линията. Преговорите за юридическо оформяне на експлоатацията ѝ се проточват. За да ги ускорят, през януари 1894 българските власти завземат и станция Саранбей от компанията на Източните железници. Това кара османското правителство да търси споразумение. През пролетта на същата година са сключени конвенции, с които българското правителство узаконява контрола си върху цялата отсечка от Вакарел до Саранбей.

## Политика по Македонския въпрос
Първата инициатива на Стамболовото правителство по Македонския въпрос е от август 1888, когато българските дипломати проучват мнението на Великите сили относно прилагането на член 23 от Берлинския договор за автономия на Македония. Отговорът, включително и от поддържащите Стамболов Австро-Унгария, Англия и Италия, е отрицателен, което го принуждава да изостави инициативата след двумесечни дипломатически сондажи и да се насочи към директни преговори с османското правителство за засилване на Българската екзархия в македонските и тракийските епархии. Резултатът от преговорите е ираде (указ) от юли 1890, с което султан Абдул Хамид II разрешава поставянето на български владици в Скопие и Охрид. Разрешението идва след като българският министър-председател обявява, че ще спре изплащането на източнорумелийския дълг.
През 1892 и 1893 турските власти въвеждат строги ограничения върху правата на българските общини в Македония при откриването на нови учебни заведения, назначаването на учителите и определянето на учебните програми. С орязването на автономията му българското училищно дело е поставено в неравностойно положение спрямо гръцкото, ръководено с големи средства от Цариградската патриаршия и правителството в Атина. Това предизвиква софийските власти да поискат от султана да отмени училищните реформи. Стамболов обвързва резултата от искането си с преговорите за жп линията Вакарел – Белово – Саранбей, завзета от българските власти без всякакви финансови компенсации за Високата порта. Вследствие от тези преговори, през април 1894 султанът издава берати (пълномощни) за български митрополити във Велешко и Неврокопско и предоставя исканите широки права на Екзархията в образованието на децата от подопечните ѝ диоцези.

## Инициативи за балканска коалиция
Активизирането на българската дипломация по Македонския въпрос предизвиква негативна реакция на Гърция и Сърбия. Стамболов не изключва сътрудничество с Белград и Атина, но отхвърля постъпките им за разпределяне на Балканска Турция на сфери на влияние. Вместо това през август 1889 той предлага на сръбския емисар в София сътрудничество за прокарване на реформи в Македония, а на гръцкия премиер Харилаос Трикупис – помощ за благоприятно за Гърция разрешение на критския въпрос през април 1890. В отговор Трикупис повежда преговори със Сърбия за подялба на Македония без българско участие, а паралелно посещава София (през юни 1891) с предложение за антитурска коалиция. Стамболов, който предпочита сътрудничество с османците, издава гръцките постъпки на османските власти.
През ноември 1890 българското правителство предлага на Османската империя проект за военна конвенция. Проектът поставя на разположение на империята 50-хилядна българска армия и ѝ позволява да превозва собствените си войски по българските железници. Срещу тези обещания София иска железопътна връзка със Скопие, разчитайки на засилване на икономическите връзки между Княжеството и българските земи под османска власт. Макар и поддържан активно от английската дипломация, която се стреми към българо-турско сближение срещу Русия, проектът остава нереализиран поради несъгласието на Високата порта.